# Маргарета фон Йотинген
Маргарета фон Йотинген (на немски: Margareta von Oettingen; * 1430; † 24 февруари 1472) е графиня от Йотинген и чрез женитба от 1431 г. графиня, от 1450 г. имперска графиня на Хоенлое-Вайкерсхайм.
Тя е най-малката дъщеря на граф Фридрих III фон Йотинген († 1423) и втората му съпруга херцогиня Еуфемия фон Силезия-Мюнстерберг († 1447), дъщеря на херцог Болко III фон Мюнстерберг († 1410) и Еуфемия († 1411), дъщеря на херцог Болеслав фон Битом и Кенджежин († 1354/1355).

## Фамилия
Маргарета фон Йотинген се омъжва 1431 г. за граф Крафт V фон Хоенлое-Вайкерсхайм († 31 март 1472), най-малкият син на граф Албрехт I фон Хоенлое-Вайкерсхайм († 1429) и Елизабет фон Ханау († 1475). През 1450 г. той става имперски граф. Те имат седем деца:
- Готфрид IV († 4 октомври 1497), женен 1478 г. за Хиполита фон Вилхермсдорф
- Фридрих (* 1438; † сл. 10 декември 1478), каноник/домхер в Трир (1455 – 1478), домхер в Страсбург (1459), домхер в Вюрцбург и приор в Кремс (1460), домхер в Кьолн (1463), домхер в Пасау (1466), домхер в Майнц-Шпайер (1474)
- Адолф († 1481), „counselor“ в Бругес
- Крафт VI († 2 август 1503), женен на 26 февруари 1476 г. за графиня Хелена фон Вюртемберг († 1506)
- Маргарета († 19 февруари 1469), омъжена пр. 1462 г. за шенк Филип II фон Ербах-Ербах († 1477)
- Анна († 6 февруари 1468), монахиня в Лихтенщерн
- Имана (1437 – 1475)